# Списак ваздухопловних једрилица југословенске производње

## Типови произведених једрилицаИКАРУС
- Попенхаузен
- Цеглинг
- Орао
- Икарус Метеор
- Кобац
- Муња
- Икарус Кошава
- Икарус 920

## Типови произведених једрилицаСОКО
- СЛ-40 Лиска (моторна једрилица)

## Типови произведених једрилицаУТВА
- Комар
- Врана бис
- Цеглинг-33
- Утва М/Ј1
- Мева
- Саламандра
- Комар бис
- Врабац
- Шева
- Чавка
- Орлик
- Јастреб
- Соко
- Ждрал
- Ваја
- Ласта

## Типови произведених једрилицаЕлан
- ДГ-100
- ДГ-101
- ДГ-300
- ДГ-303
- ДГ-500

## Типови произведених једрилицаЛетов
- БЦ-2 галеб-2
- КБ-1 Триглав 1
- КБ-2 Ударник
- КБ-2А Триглав 2
- КБ-3 Јадран
- КБ-5 Триглав 3
- КБ-9 Експериментал
- Грунау бејби 3
- Чавка
- Орао
- Јастреб-54
- Летов 21
- Летов 22
- КБИ-14 Мачка
- Либис 17
- Либис 18
- Ждрал
- Ваја

## Типови произведених једрилица СВЦ, ВТЦЈастреб
- Чавка
- Врабац А
- Мачка
- Цирус ХС-62
- Цирус ХС-64
- Делфин
- Тренер
- Цирус 17
- Цирус Стандард
- Цирус Стандард 75
- Цирус Стандард 81
- Цирус Стандард G
- Јастреб Вук-Т
- Гласфлугел 304 Б
- Кошава-2
- ВТЦ ССВ-17 (моторна једрилица)
- Шоле 77 (моторна једрилица)

## Типови произведених једрилица20 Maj
- Чавка
- Илинденка
- Врабац А

## Типови произведених једрилица "Самоградња"
- Физир-Микл
- Хосу-Тишма
- Ландсберг Безрепац
- Станисављевић ГС-1
- Шоштарић-Хумек ШХ.1 Срака
- Хумек Х.2 Метла
- Олимпија
- Hol`s der Taufel
- Скакавац
- Инка
- Grüne Post
- Grunau 9
- Rhön Bussard 33
- Hütter Hü 17
- Муса СО-2
- Х 49 Сплит
- Авиа 11A
- Авиа 15A
- Коцјан Чајка бис
- Червински Жаба
- Червински Делфин